# 弧距虾脊兰
弧距虾脊兰（学名：Calanthe arcuata），又名尾唇根节兰，为兰科根節蘭屬下的一个种。其种加词“arcuata”意为“弓形的”、“弯曲的”。

## 扩展阅读
- 维基共享资源上的相關多媒體資源：尾唇根節蘭